# Шабрак
Шабрак (фр. Chabrac) насеље је и општина у западној Француској у региону Поату-Шарант, у департману Шарант која припада префектури Конфолан.
По подацима из 2011. године у општини је живело 564 становника, а густина насељености је износила 25,18 становника/km². Општина се простире на површини од 22,4 km². Налази се на средњој надморској висини од 270 метара (максималној 273 m, а минималној 168 m).

## Демографија
| 1962. | 1968. | 1975. | 1982. | 1990. | 1999. | 2011. |
| ----- | ----- | ----- | ----- | ----- | ----- | ----- |
| 526   | 548   | 434   | 489   | 494   | 464   | 564   |

График промене броја становника у току последњих година